# 白糸台車両基地

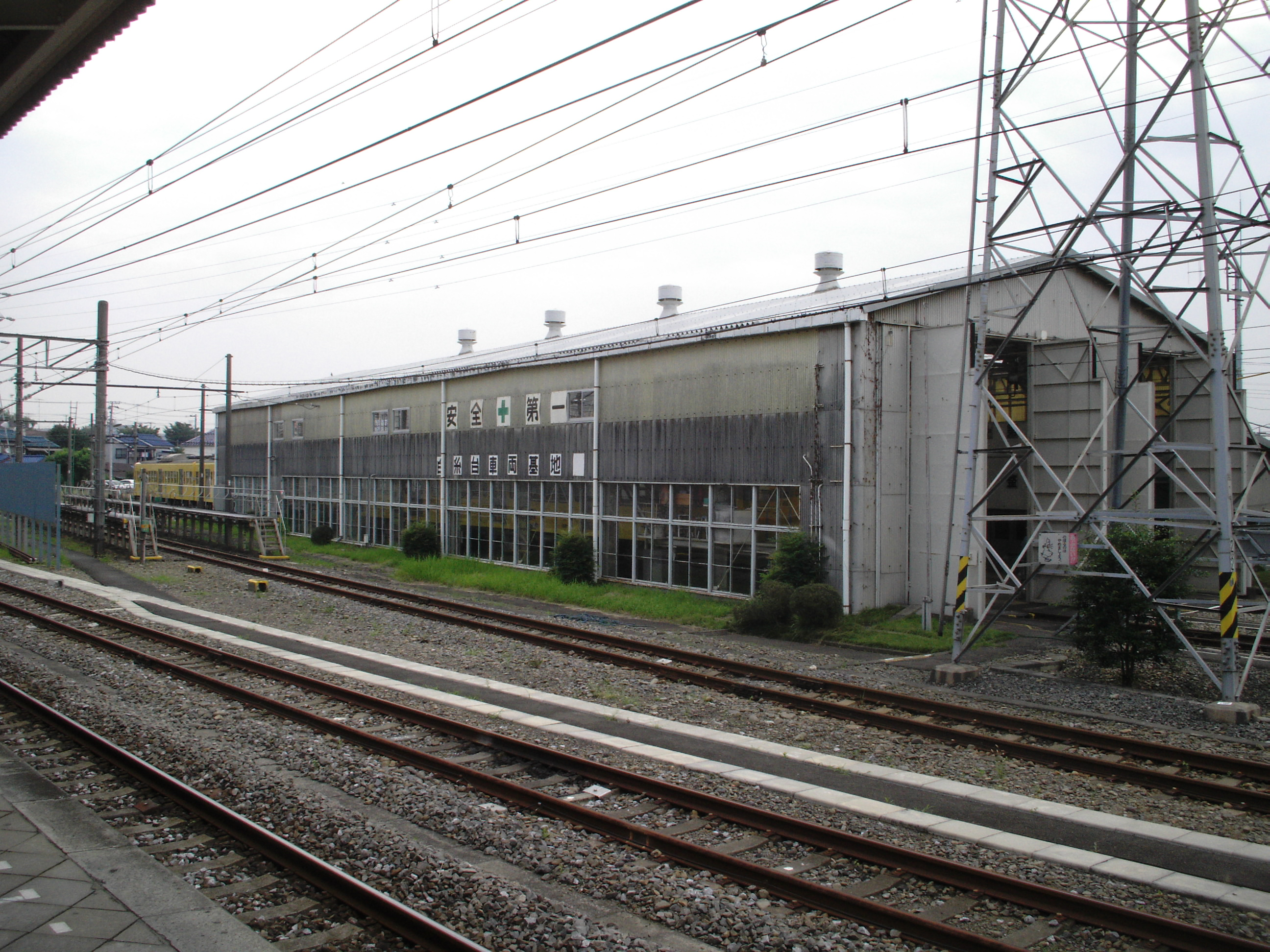
白糸台駅ホームより。手前2線は駅の設備で、奥の上屋の架かった2線およびその手前の計3線が白糸台車両基地。

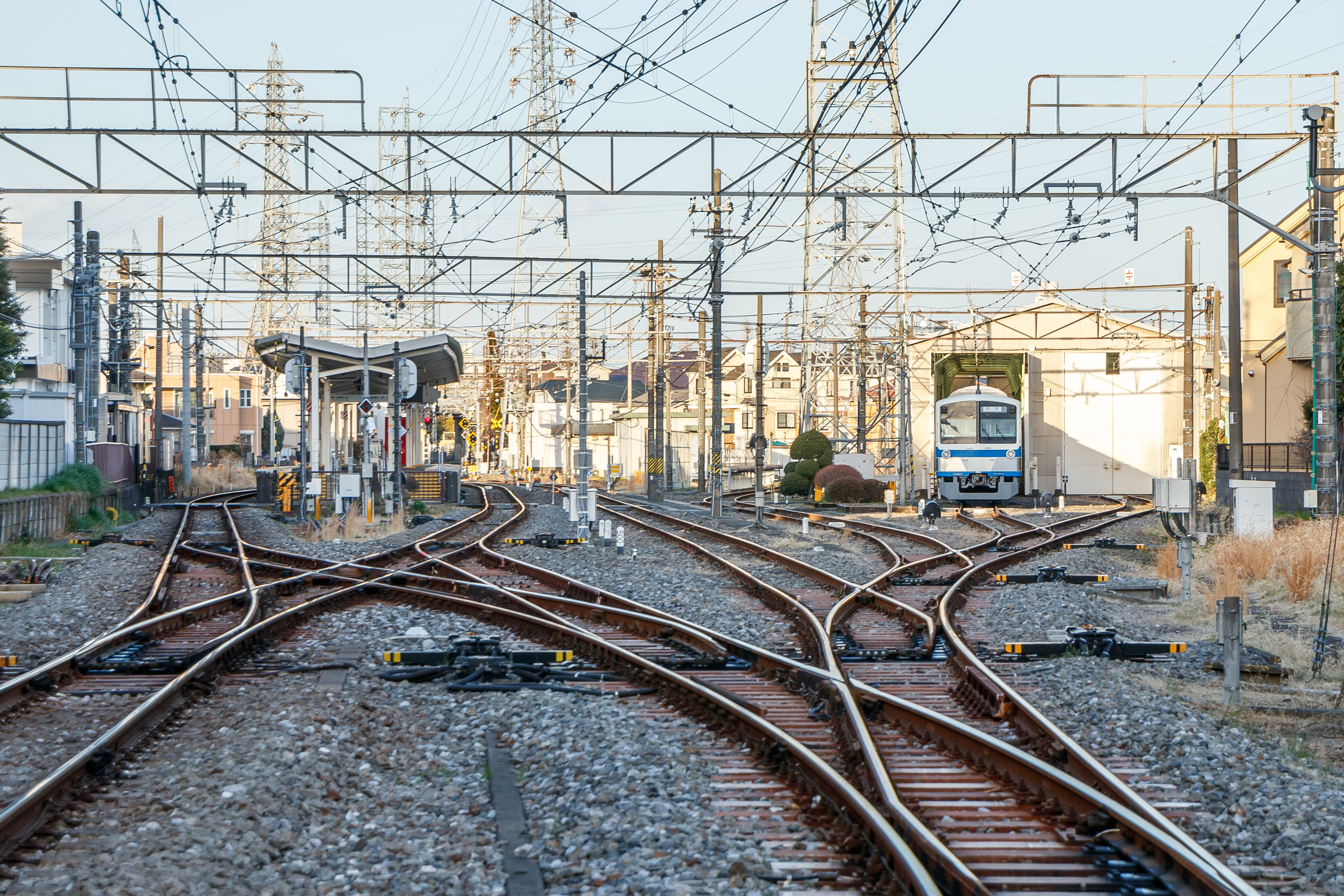
白糸台駅下り方の踏切より。左手に同駅の島式ホームが見える。右手の3線が車両基地。

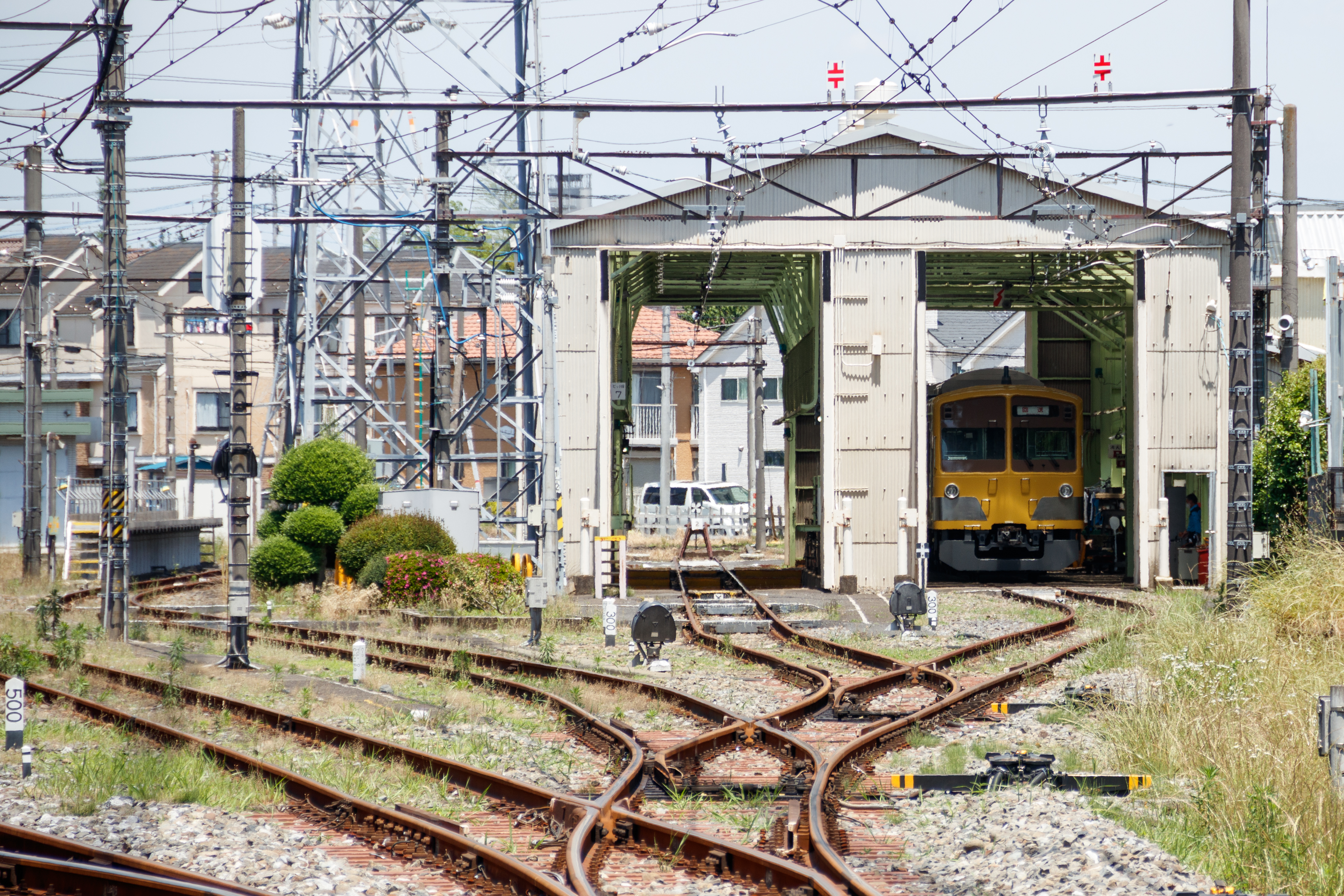
車両基地部分のアップ。

白糸台車両基地（しらいとだいしゃりょうきち）は、東京都府中市白糸台2丁目にある西武鉄道の車両基地。多摩川線の使用車両の保守を受け持っている。

## 設備
多摩川線白糸台駅に隣接している。線路は駅の南側に3線あり、北側から順に洗車線、検査線（ピット）、修繕線の設備がそれぞれ2両分ずつ設けられている。
駅の下り方で本線から分岐しており、車両は下り方（競艇場前駅側）からは直接、上り方からは引き上げ線を経由し出入りが可能。
設備概要
- 敷地面積: 4,920 m2
- 最大収容両数: 20両
- 構内線数: 3線
- 検修棟: 2線
- ピット（検査線）: 45 m ×1本
- 修繕線: 1本
- 洗車線: 1本

各線の番号については、以前は駅から通しで北側から1番線 - 6番線、下り方の引き上げ線が7番線であった。その後分離され、北側から駅3番線 - 1番線、車両基地1番線 - 3番線となり、引き上げ線は駅4番線となっている。なお2025年には少なくとも建屋内の2線について、北側が22番線、南側が23番線であることが示されている。

### 配置車両
当車両基地の所属車両はなく、以下の車両が本線系統（玉川上水車両基地）から貸出されて常駐している。
- 新101系 - 4両編成4本（全てワンマン車）
  - 狭山線と共通の車両[注 2]。これらは2021年2月までは主に多摩湖線で使用されており、後述の輸送の際は小手指まで回送されていた。

### 車両運用
- 多摩川線は西武鉄道の他路線から分離しているため、新秋津（小手指） - 武蔵境（白糸台）で甲種輸送が1年に4回[1]行われており、その際に1編成が本線側の車両と入れ替わる。本線から送り出された車両は、当基地を拠点として多摩川線の運用に就き、1年後の輸送で本線へ戻されるのが通例となる。

- 多摩川線内に大規模な検修設備がないため、車輪転削、重要部検査、全般検査などは本線側に常駐している際に行われる[2]。車輪転削は南入曽車両基地または小手指車両基地、重要部検査と全般検査は武蔵丘車両検修場まで回送の上で実施される。なおフラットが生じた際は研削制輪子を使用して対応している。

- 武蔵境駅の高架化工事の影響で、2003年3月を最後に2010年3月までの間は甲種輸送を取止めていた。その際は当基地に車体昇降機を仮設し、車体から外した台車や主要機器を武蔵丘車両検修場まで輸送することで対応した。

## 歴史
- 1917年（大正6年）10月 - 多摩鉄道の武蔵境駅 - 北多磨駅間開通に際し、北多磨機関庫として開設。当初は蒸気機関車1両・客車2両・貨車12両を配置[5]。1992年までに北多摩車両管理所[6]へ改称されている。
- 1927年（昭和2年）8月30日 - 多摩鉄道線の（旧）西武鉄道による買収に伴い、西武鉄道の車両基地となる。社名はその後1945年西武農業鉄道、1946年西武鉄道に。
- 1928年（昭和3年） - ガソリン動車を新たに配置（当初3両、後に増備）[5]。
- 1950年（昭和25年） - 多摩川線の電化に伴い構内を電化。気動車・客車の配置を廃し、新たに電車を配置（後に電気機関車も配置）。
- 1957年（昭和32年）9月 - 蒸気機関車の配置廃止。
- 1999年（平成11年）3月 - 組織改正で玉川上水車両基地の管理下に入る[2]。
- 2001年（平成13年）3月28日 - 北多磨駅の白糸台駅への改称にあわせ、北多磨車両基地から白糸台車両基地に改称。
- 2001年（平成13年）7月9日 - 組織改正で新宿線車両所白糸台車両基地となる[2]。
- 2023年（令和5年）4月1日 - 玉川上水車両所白糸台車両基地となる。